# Antoni Olibà
Antoni Olibà (Porta, 1534 - Barcelona, 1604) va ser un advocat i doctor en lleis, autor d'alguns llibres fonamentals per al coneixement del dret català.

## Biografia
Després d'estudiar dret a Perpinyà, amplià la seva formació a Tolosa i Lleida, i es doctorà a Perpinyà el 1580. Després d'exercir durant un temps a Barcelona, anà a Salamanca a perfeccionar-hi els seus coneixements de jurisprudència i retòrica. Ocupà la càtedra de dret romà a Lleida abans de tornar a exercir a Barcelona, ja amb 50 anys. El 1584 va ser nomenat auditor a l'Audiència Reial; i posteriorment esdevingué advocat fiscal.
Fou autor de llibres de gran importància pel coneixement de les lleis i les constitucions catalanes. Tingué fama especial "La gran obra indispensable pera estudiar l'origen y la naturalesa de las institucions civils de Catalunya", segons Guillem de Brocà pel Comentarium de actionibus, que el seu gendre li publicà pòstumament; l'obra va ser àmpliament utilitzada pels juristes catalans en els segles XVII al XX.

## Obres
- Commentarius, ad usat. Alium namque de Iure fisci libri 10 constitutionis Cathaloniae Barcinone: ex typographia Gabrielis Graells & Geraldi Dotil : expensis Michaelis Menescal, 1600
- Commentariorum de actionibus : in duas summas partes concinnè distributorum Barcinonae: apud Gabrielem Graëllium & Gerardum Dotilium, 1606 (edició moderna Barcelona: Generalitat de Catalunya, 1998 ISBN 8439345321)